# ほぞ継ぎ

ほぞ継ぎ（ほぞ穴が左）の図

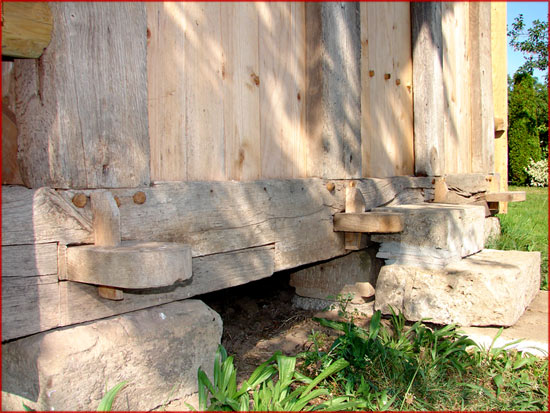
フランスの穀倉で使われたくさび止めほぞ継ぎ

斜め追い入れ通しほぞ継ぎの、1) 通しほぞ、2)ほぞ穴

ほぞ継ぎ（ほぞつぎ、枘継ぎ、英語：mortise and tenon）またはほぞ接ぎとは、2つの木材部品を接合する継手の一種である。
世界中の木工は数千年にわたり、主に木材を90度に接合するときにこれを使った。基本的な形式は、簡易かつ強固であった。この方式の継手には様々な変形があるが、基本的にほぞ継ぎは2つの部品：ほぞ穴とほぞの突起で構成される。通常横框と呼ばれる木材の終端を加工したほぞは、対応する木材に彫った正方形または長方形の穴に収まる。ほぞはほぞ穴にぴったり合うよう切断加工されており、通常はほぞを完全にほぞ穴に差し込んだ時に安定させる肩がある。継手を接着剤、留め具、くさびで固定することもある。
この継手は他の材質の部品で使うこともある。例えば石工および鍛冶屋の伝統的手法である。

## 種類
ほぞ穴は、ほぞをはめ込むために木材に切り込む穴である。ほぞ穴はの種類はいくつかある。
三枚組継ぎ（Open mortise、Bridle joint）
三辺のみの（一辺が空いている）ほぞ穴。
止めほぞ継ぎ（Stub mortise）
浅いほぞ穴で、深さは木材の大きさにより決まる。加工部品を貫通しない（「通しほぞ継ぎ」とは逆の）ほぞ穴。
通しほぞ継ぎ（Through mortise）
木材を貫通するほぞ穴。
くさびハーフダヴテイル（片蟻型）、Wedged half-dovetail）
奥が入口よりも幅または高さがあるほぞ穴。くさび止めする空間を使ってほぞを挿した後、くさびで抜けないようにする。
通しくさびハーフダヴテイル
木材を貫通するくさびハーフダヴテイル。
ほぞは木材の端の突起であり、ほぞ穴に差し込む。通常、ほぞは幅よりも長い。いくつかの種類のほぞがある。
止めほぞ（Stub tenon）
短いほぞで、長さは木材の大きさにより決まる。ほぞ穴側木材の幅よりほぞを短くして、（「通しほぞ」とは逆に）ほぞを隠す。
通しほぞ（Through tenon）
ほぞは挿し先の木材を貫通して、裏側からはっきり見える。
雇いほぞ（Feather tennon、Loose tenon）
組む木材の一方を加工した一体のほぞと異なり、継ぐ木材と別部品のほぞ。
ビスケットダボ（Biscuit tenon）
薄い楕円形の木片で、ビスケットのような形状。
栓打ちほぞ（Pegged tenon、Pinned tenon）
ほぞ穴の側面とほぞに1つ以上の穴をあけて、栓またはダボを挿して固定する継ぎ手。
くさび止めほぞ（Tusk tenon）
くさびで継ぎ手を固定するほぞ継ぎ。
牙ほぞ（Teasel tenon、Teazle tenon）
上端部が太い柱（jowled tpost、gunhead post）の上のほぞ。代表的には陸梁下側のほぞ穴に挿す。イギリスの継ぎ手の一般的部品。
Top tenon
柱の上に位置するほぞ。
鎌継ぎ（Hammer-headed tenon）
接合面をクランプで固定できないときのほぞ継手。
片胴付き（Half shoulder tenon）
肩（接合面）が片方のみの非対称のほぞ。框、桟、筋交い付きの扉で一般的に使われる。
一般的に、ほぞ穴とほぞの大きさは木材の厚さに関連する。ほぞの厚さが横框の3分の1、またはこれに近い実用的な比率が慣習となっている。ほぞが緩むことを防ぐために窓枠の角の部分に用いる切り出し部分、腰（haunch）は、ほぞに対し長さが3分の1、奥行が幅の6分の1である。横框の残り3分の2はほぞの肩部分であり、ほぞ穴からほぞをねじる横圧を相殺して強度を増す。この部分は、ほぞ穴開口部の欠点を隠す役割もある。

## ギャラリー

ほぞ穴の種類
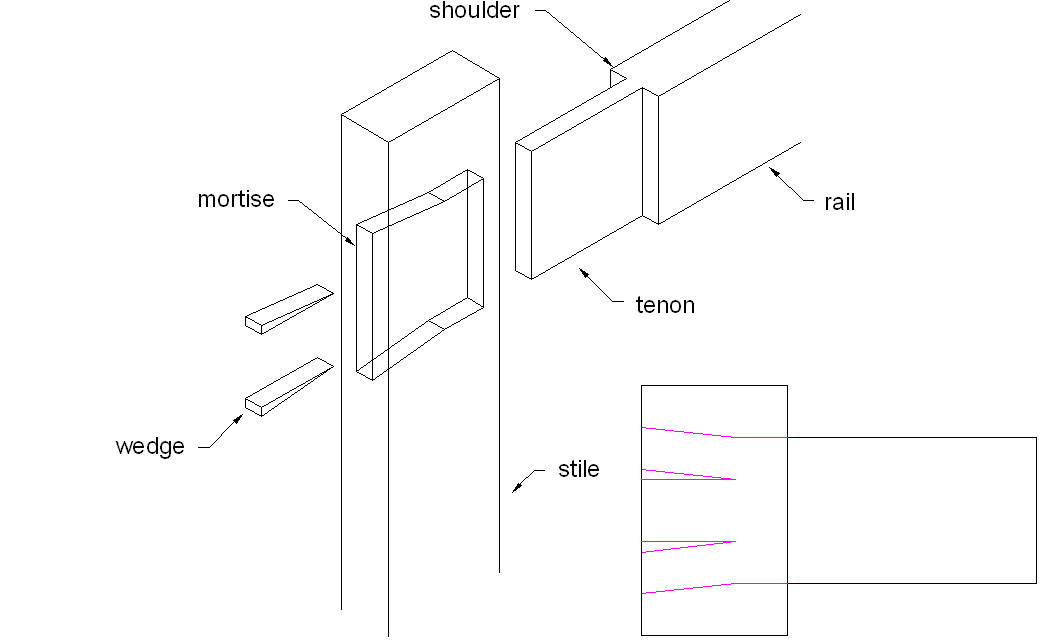
伝統的な地獄ほぞの通しほぞ継ぎ
地獄ほぞ継ぎ
ほぞ矩継ぎ込み栓打ち

## 歴史
これは7000年をさかのぼる伝統的な継手であり、多発的に世界各地で発明されたと考えられている。くさび止めほぞの最初の例は、世界最古の現存する木造構造物であるライプツィヒの井戸で発見された。これはまた、紀元前2500年頃のエジプト第4王朝の三大ピラミッドに納められた43.6メートルの船であるクフ王の船の板材の継手でも発見された。最古の利用は新石器時代初期の線帯文土器文化にさかのぼり、そこでは井戸の内壁建造に使わていた。
これはまた、中東、欧州およびアジアの古代遺跡で発見された古代の家具で使われた。例えば、紀元前4世紀から1世紀にさかのぼるシルクロードのチャドータ王国家屋の史跡で多数の例が見られる。伝統的な中国の建築では、梁、腕木、屋根組み、および筋交いなどの木材は留め具や接着剤を使うことなく完全に接合し、木が湿度により伸縮できるようにした。中国の遺跡からの考古学的証拠は、新石器時代の末期にはほぞ継ぎが中国の建造に使われたことを示す。
30個のストーンヘンジの大砂岩は、ほぞ継ぎの加工をされてから、紀元前2600年から2400年の間に立てられた。日本でも富山県の桜町遺跡で貫穴加工された角材や石川県の真脇遺跡でホゾ加工がされた約3000年前の角材が発見されており、独自に発明した技術であると考えられている。